# جون روي
جون روي (بالإنجليزية: John Roy)‏ هو رسام ومصور أمريكي، ولد في 1930، وتوفي في 2001.